# 朱日昇
朱日昇（？—1652年），字君旭，號蓼菴，南直隶淮安府山陽縣人，明末清初官员。

## 生平
崇祯十五年（1642年）壬午科應天乡试舉人，崇禎十六年（1643年）聯捷癸未科三甲四十六名進士，本年授乌程县知县，顺治二年（1645年）去职。永曆六年（1652年）因楊崑秘密招攬義軍事發，遭牽連遇害。

## 家族
曾祖朱大賓，冠带。祖父朱士奎，将仕郎。父朱维勋，邑庠生。